# Burganlage Volkerode
Der Rest der Burganlage Volkerode steht in der Gemeinde Volkerode (Steinweg 2) im Landkreis Eichsfeld in Thüringen.

## Geschichte
Diese kleine romanische Höhenburganlage befindet sich auf einem höher gelegenen Sandsteinfelsen in der Dorfmitte. Die Anlage besteht aus einem Wehrturm (Wohnturm), der späteren Kemenate, einem Herrenhaus, das spätere Schloss sowie einem Backhaus und einer umgebenden Ringmauer.
Der Wehrturm stammt aus dem 12. Jahrhundert und wurde im Laufe der Zeit mehrfach den Verhältnissen entsprechend umgebaut. Seine Baustilepochen sind Romanik über Spätgotik und Renaissance. Die letzten Umbauten erfolgten im 19. Jahrhundert zur Kemenate. Abgedeckt war der Turm mit einem Satteldach. Das Herrenhaus im Fachwerkstil ist ebenfalls auf mittelalterlichen Kellergewölben errichtet worden. Bewohnt und bewirtschaftet war das gesamte Anwesen bis ins 20. Jahrhundert.
2009 wurde es von der Gemeinde Volkerode gekauft und ein neu gegründeter "Förderverein Volkeröder Schloß e.V." kümmert sich seit dieser Zeit um die Erhaltung und Sanierung der Gebäude. Ein Drempelgeschoss wurde 2013 neu auf dem Wehrturm aufgesetzt und neue Außen- und Innentreppen eingebaut.

## Besitzer
Das Martinsstift zu Heiligenstadt besaß 1227 Güter in Volkerode, die früher Ritter Heinrich von Berckenfeld besessen hatte. Ob es sich dabei um diesen Hof handelte, ist nicht bekannt. Besitzer des Ortes waren die Ritter von Volkerode, wo sie auch die Gerichtsbarkeit ausübten. Unter der Oberlehnsherrschaft der Kurmainzer Erzbischöfe ist 1547 der kaiserliche Offizier Conrad von Hanstein als Lehensinhaber nachgewiesen; von ihm hat sich noch ein Wappenstein erhalten. Bis zur Hälfte des 17. Jahrhunderts lebten die von Volkerode hier. Im Jahr 1661 sind die Herren von Harstall die Besitzer, danach die von Weihers. Nach 1815 wechseln die Besitzer häufiger, bis schließlich die Gemeinde Volkerode das Schloss 2009 erwirbt.